# 6630 Skepticus
6630 Skepticus هو كويكب، يقع ضمن حزام الكويكبات. اكتشف في 15 نوفمبر 1982.

## روابط خارجية
- 6630 Skepticus في قاعدة بيانات مختبر الدفع النفاث لأجرام النظام الشمسي الصغيرة

- الاكتشاف · مخطط المدار ·  العناصر المدارية · المعلمات المادية

- 6630 Skepticus على موقع ويكي سكاي: DSS2, SDSS, GALEX, IRAS, Hydrogen α, X-Ray, Astrophoto, Sky Map, Articles and images